# Що могло бути гірше?
«Що могло бути гірше?» (англ. What's the Worst That Could Happen?) — комедія Ема Уайзмана. Екранізація твору Дональда Вестлейка. Прем'єра у світі відбулася 1 червня 2001. При бюджеті в $ 60 000 000 фільм зібрав $ 38 464 131.

## Зміст
Кевін (Мартін Ловренс) разом зі своїми друзями — професійні злодії. Але їм набридло красти дрібні речі, і тому вони зважилися піти на пограбування особняка відомого мільярдера Макса Фербенкса. (Денні ДеВіто). Їх план бездоганний, але виявився провальним. Макс виявив Кевіна і відправив його в поліцію, при цьому вкравши кільце з його пальця, яке йому подарувала його кохана. Тим самим Макс хотів провчити злодія, але Кевін готовий на все, щоб повернути кільце, яке стало причиною війни між ним і Максом, під час якої виникло чимало дурних і небезпечних ситуацій.

## Ролі
| Актор          | Роль                  |
| -------------- | --------------------- |
| Мартін Ловренс | Кевін Кеффері         |
| Денні ДеВіто   | Макс Фербенкс         |
| Джон Легвізамо | Берґер                |
| Ґленн Гідлі    | Ґлорія Сіделл         |
| Кармен Іджого  | Ембер Бельгейвен      |
| Берні Мак      | дядько Джек           |
| Ларрі Міллер   | Ерл Редберн           |
| Річард Шифф    | Волтер Грінбаум       |
| Вільям Фіхтнер | детектив Алекс Тардіо |
| Ана Ґастеєр    | Енн Марі              |
| Шивон Феллон   | Едвіна                |

## Знімальна група
- Режисер — Ем Вайзман
- Сценарист — Доналд Е. Вестлейк, Метью Чепмен
- Продюсер — Ашок Амрітрадж, Пічес Девіс, Венді Дітмен
- Композитор — Тайлер Бейтс